# 13.2x92mm TuF弾
マウザー13.2x92mm TuF弾とは対戦車用の弾薬である。装甲目標を撃破するために最初に設計されたもので、対戦車弾薬の開発において大きな進歩だった。TuFとは「Tank und Flieger」、戦車および航空機の意。13.2x92mmSRとしても知られる。

## 歴史
本弾薬はマウザー M1918 T-ゲヴェーアで使用された。また1919年に開発が予定されていた新型機関銃、MG 18 TuFでも使用が検討されている。
13.2mm Tufは、第一次世界大戦の後期に出現したイギリス製戦車に対抗するため設計されている。前線近くに配備される前の戦車の進撃路を事前に予測しておくことは困難であり、戦車の前進を妨害するために地雷を投入するのは難しかった。軽砲兵部隊は対戦車砲として任務に就くことを迫られたが、とても有効だった。ただし非常にかさばり、満足なほど速やかに戦闘にもっていくことが難しかった。そこで、こうした初期の装甲車両たちと戦うための別の手段を見つけることが必要だった。低出力の駆動装置で車両を動かすため、重量を減らす必要性があり、初期の装甲板は比較的に薄かった。また当時の戦車は主に機関銃の射撃をしのげるように設計されていた。そこで、大口径の小銃ならば戦車の乗員を悩ませ、殺傷することができた。
ドイツの対戦車弾という知らせが流布した際にいくつかの議論が生じている。この弾薬をコピーし、新しい機関銃弾薬の基礎に使うべきだというものである。しかし、数度の分析の後、ドイツの弾薬の正確な模造品は除外されている。このコピー弾薬の性能は.50 BMG（いくつかの主張では.30-06スプリングフィールド弾の単なる拡大版であり、本質的にはドイツ製の初期マウザー弾薬の改良版と主張している）に劣っているが、その理由は薬莢が半起縁式であるため自動火器にやや適さないにもかかわらず、こうした用途に設計されたためである。また他の意見では、.50BMGは無起縁式でネック部分を下げた、ドイツ製弾薬の模造品に過ぎないとも述べている。とはいえ、アメリカ軍がドイツ製弾薬を知った時点で、.50 BMGは未だに製図板の上に乗った状態であった。また.50 BMGがドイツ製弾薬の発見に先立って開発開始されたという事実は、.50 BMGを成立させる中でドイツ製弾薬が重要な部分を占めたという、しばしば述べられる意見を除外できるものではない。もし後者が大きく異なる弾道特性を備えて出現したとしてもである。いくつかの意見では.50 BMGは外部から一切の影響を受けていないと主張しているものの、多数の文献ではいまだに2種類の弾薬の関連性について言及し続けており、与えられた証拠書類からこの言及は少なくともいくらかの価値があると考えられる。

## 設計

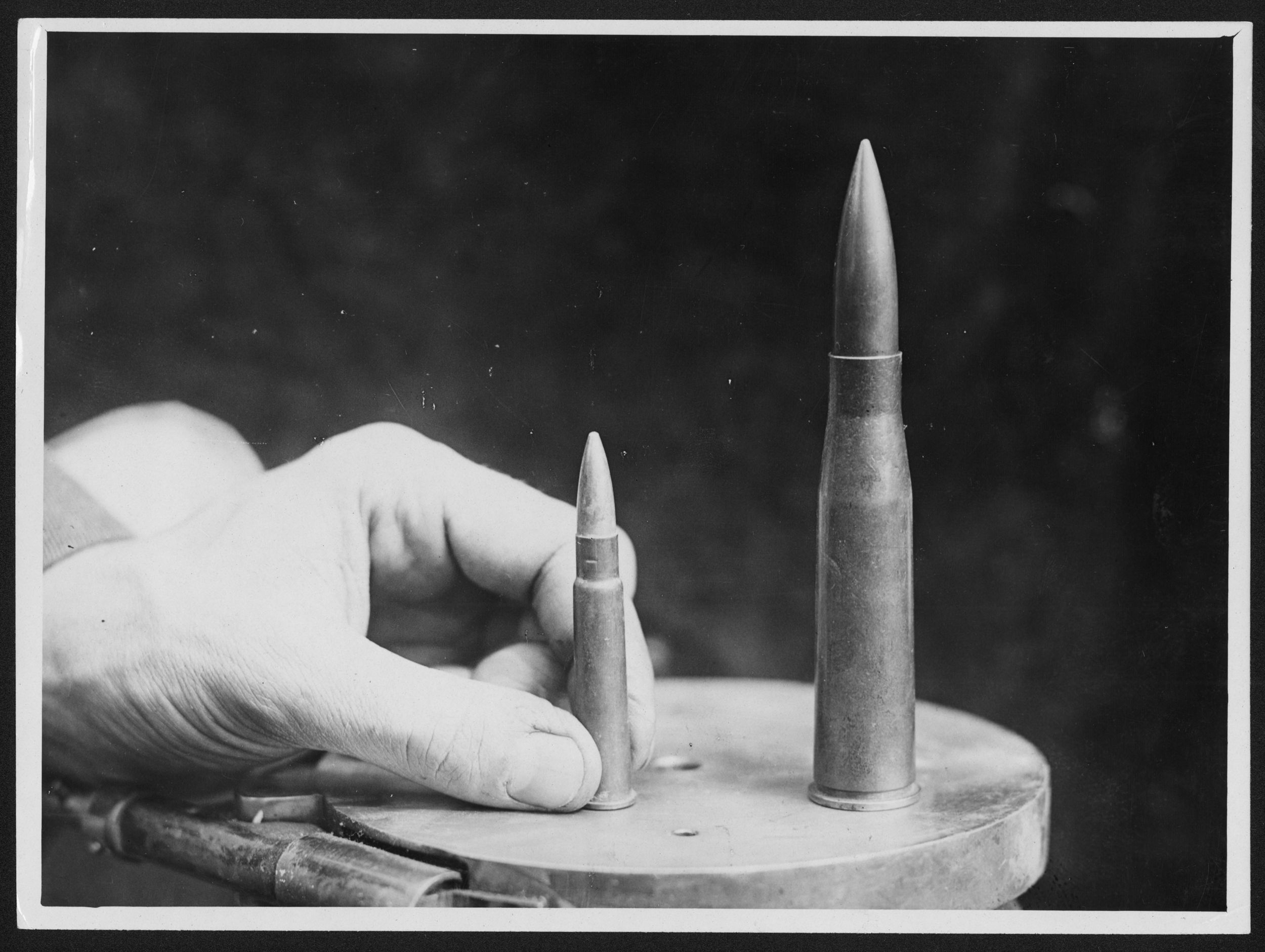
イギリス製.303ブリティッシュ弾とドイツ製13.2mm Tufの比較。

13.2mm Tufの薬莢は92mm長で半起縁式、浅い角度のボトルネック形状を備える。これはドイツのマクデブルクにあったポルテ弾薬工場により開発された。